# Béatrix Beck
Béatrix Beck (* 30. Juli 1914 in Villars-sur-Ollon, Kanton Waadt/Schweiz; † 30. November 2008 in Saint-Clair-sur-Epte, Val d’Oise/Frankreich) war eine französische Schriftstellerin, die vor allem realistisch orientierte, oft auch autobiografisch gefärbte Romane verfasste. Kurzzeitig war sie außerdem Sekretärin des Schriftstellers André Gide. 1952 erhielt sie den begehrten Prix Goncourt. Der preisgekrönte Roman Léon Morin, prêtre („in erbarmungsloser Prosa erzählt die ehemalige Atheistin ihre eigene Konversion“) wurde von Melville verfilmt.

## Leben und Werk
Die Tochter des belgischen Schriftstellers Christian Beck, der lettisch-italienischer Abstammung ist, und einer irischen Mutter, die Selbstmord begeht, wächst in Frankreich auf. Sie studiert Jura in Grenoble, wird Kommunistin, arbeitet als Lehrerin. 1936 heiratet sie den staatenlosen Juden Naum Szapiro, der allerdings 1940 in den Ardennen dem Krieg zum Opfer fällt. Mit einer Tochter muss sich die Witwe nun mit Gelegenheitsarbeiten durchschlagen, so als Fabrikarbeiterin (teils in Brüssel), Modell für eine Zeichenschule, Zugehfrau, Landarbeiterin. 1948 macht sie mit ihrem ersten Roman Barny auf sich aufmerksam – auch André Gide, der sie 1950 als Sekretärin anstellt. Zwar stirbt Gide wenig später (1951), doch aufgrund weiterer erfolgreicher Bücher kann sich Beck eine Wohnung in dem Pariser Haus kaufen, in dem Sartre wohnt. 1966 in die USA gewechselt, übernimmt sie verschiedene Professuren in den Staaten wie in Kanada. 1977 kehrt sie nach Frankreich zurück. In die folgenden Romane geht auch eine „unmögliche“ Liebe zu einem jungen Studenten in Québec ein. Nach Winfried Engler sind Becks Hauptthemen Ehe und Religion.

## Werke (Auswahl)
- Barny, Roman, 1948
- Une mort irrégulière, Roman, 1950

(beide zusammen auf Deutsch als Barny und Der ordnungswidrige Tod, Ffm 1953, sowie als Die Erde will uns wieder haben, Basel 1956)
- Léon Morin, prêtre, Roman, 1952, dts. Léon Morin, Priester, Ffm 1952, Basel 1956
- Contes à l’enfant né coiffé, Kinderbuch, 1953
- Le muet, 1963
- Cou coupé court toujours, 1967
- L’epouvante, l’emerveillement, 1977
- Noli, Roman, 1978 (um die Liebe)
- La décharge, 1979
- Josée dite Nancy, 1981
- Don Juan des forêts, Roman, 1983 (ums Motiv der Verführung)
- L’enfant chat, Roman, 1984

Beck blieb bis kurz vor ihrem Tod produktiv.

## Auszeichnungen
- Prix Goncourt 1952 (für Léon Morin, prêtre)
- Prix littéraire du Prince Pierre-de-Monaco, 1989 (für das Gesamtwerk)
- Prix du Livre Inter, 1979 (für La Décharge)
- Leserpreis des Magazins Trente Millionen d’amis, 1984 (für L’enfant chat)
- Grand prix de littérature de l’Académie française, 1997
- Grand prix littéraire de France-Wallonie-Bruxelles, 1997